# Prehistorie van Libië

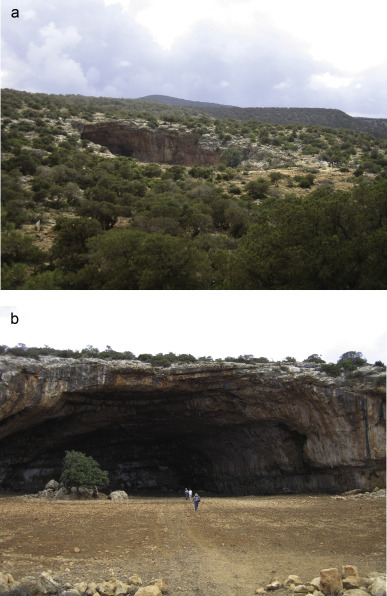
grot van Haua Fteah

De prehistorie van Libië gaat terug tot in de Afrikaanse Early Stone Age en de daaropvolgende Middle Stone Age. Vanaf omstreeks 35.000 BP was er een toenemende invloed vanuit het West-Aziatische laatpaleolithicum. Ook het neolithicum ontstond onder invoed van West-Azië. In de bronstijd ontstond ten oosten van Libië het Oud-Egyptische Rijk. De Libische stammen worden in de Egyptische geschiedschrijving regelmatig genoemd, waardoor we over deze periode in Libië als proto-historisch kunnen spreken. De volledig historische periode van Libië brak aan met de stichting van Griekse kolonies aan de Libische kust.

## Early Stone Age
Stenen werktuigen uit het Oldowan en Acheuléen werden in Libië meestal als oppervlaktevondsten gevonden, en zijn daarom moeilijk te dateren.

## Middle Stone Age
Een betrouwbare absolute chronologie voor de Middle Stone Age van Noord-Afrika staat nog in de kinderschoenen. Met uitzondering van de westelijke Maghreb, waar het Atérien waarschijnlijk tot ongeveer 30.000 BP duurde, ligt de Middle Stone Age-sequentie voor een groot deel van Noord-Afrika buiten de grenzen van C14-datering, zodat andere technieken zoals thermoluminescentie, elektronspinresonantie en OSL gebruikt moeten worden. Beschikbare data suggereren het begin van de Middle Stone Age in de zuidoostelijke Sahara aan het begin van het late Midden-Pleistoceen. Deze eerste vondsten vertonen talrijke formele gelijkenissen met het Moustérien van Zuidwest-Azië en Europa.
Twee grote sites bieden vroege MSA-assemblages in Cyrenaica: Hajj Creiem bij de Wadi Derna en Haua Fteah. Het Atérien is ook aanwezig in Haua Fteah en Wadi Ghan in Al Jabal al Gharbi, maar ontbreekt op de site van Hajj Creiem, die een relatief korte bezettingsperiode lijkt te hebben. Andere Atérien-vindplaatsen waren aanwezig in de Tadrart Acacus, in het zuiden en westen van Libië.
Haua Fteah is een grote en diepe grot, met een lange reeks uit de Middle Stone Age, welke het Atérien en pre-Atérien omvat. Er zijn twee C14-dateringen beschikbaar: 43.400 ± 1.300 jaar BP en 47.000 ± 3.200 jaar BP. De C14-methode heeft beperkingen wat betreft de betrouwbaarheid van deze data. Zeldzame Atérien-artefacten werden ook gevonden in de vroege MSA-horizonten, die McBurney dateerde tot het einde van het laatste interglaciaal, gebaseerd op temperatuurberekeningen op basis van bijbehorende zeeschelpen. Deze niveaus dateren van vóór 70.000 BP. Atérien-werktuigen (schrabbers, beitels, tweezijdig bewerkte  bladvormige punten, racloirs en gesteelde punten) werden in opmerkelijke hoeveelheden aangetroffen. Ze kwamen vaker voor in de bovenste lagen, maar verdwijnen in de onderste lagen. Radiometrische datering van schelpen die in deze sedimenten werden aangetroffen, duiden op een koud klimaat. In dit geval lijken de Levallois-niveaus de Atérien-niveaus te volgen.
Een heel andere assemblage werd gevonden in Wadi Ghan in het westen van Libië. De site toonde een dunne horizon van bewoning. De assemblage bestond uit een paar zeer kleine kernen, gesteelde punten, Levallois-punten, racloirs en schrabbers. Andere gereedschappen waren onder meer getande werktuigen, een beitel en een bladpunt. In Wadi Ghan waren de frequenties van gesteelde punten hoger, en die van tweezijdige bladpunten lager dan in de Atérien-niveaus van Haua Fteah. Het belang van het aantal schrabbers vergeleken met racloirs, en de schaarste aan tweezijdige bladvormige punten in Wadi Ghan doet denken aan het Tunesische Atérien. Dit zou kunnen duiden op contact met groepen uit het West-Aziatische laatpaleolithicum die ongeveer 35.000 BP in Oost-Libië aanwezig waren en vóór 32.000 BP in de Nijlvallei. De Wadi Ghan-assemblage zou recenter zijn, tussen de 30.000 en 35.000 BP.

### Menselijke resten
Twee fragmenten van onderkaken, de ene volwassen en de andere juveniel, werden door McBurney gevonden bij Haua Fteah, in de Levallois-laag (XXXIII), vlak bij het grensvlak met laag XXXIV, en ongeveer 2,5 m  onder het niveau van het begin van het laatpaleolithicum. De paleoklimatologische gegevens duiden op een koude periode, en C14-datering gaf een datum van 47.000 BP, waardoor McBurney deze mensen in een tijd kon plaatsen die gelijktijdig was met het begin van het Weichselien. Onderzoek van de onderkaken door Klein en Scott toonde de afwezigheid van neanderthaler-karakteristieken in deze fragmenten aan. Er werd voorgesteld dat deze niet-neanderthaler-bevolking, zoals bij Djebel Irhoud of de Atériens van Dar es Soltan, nog niet volledig modern was.

## Laatpaleolithicum

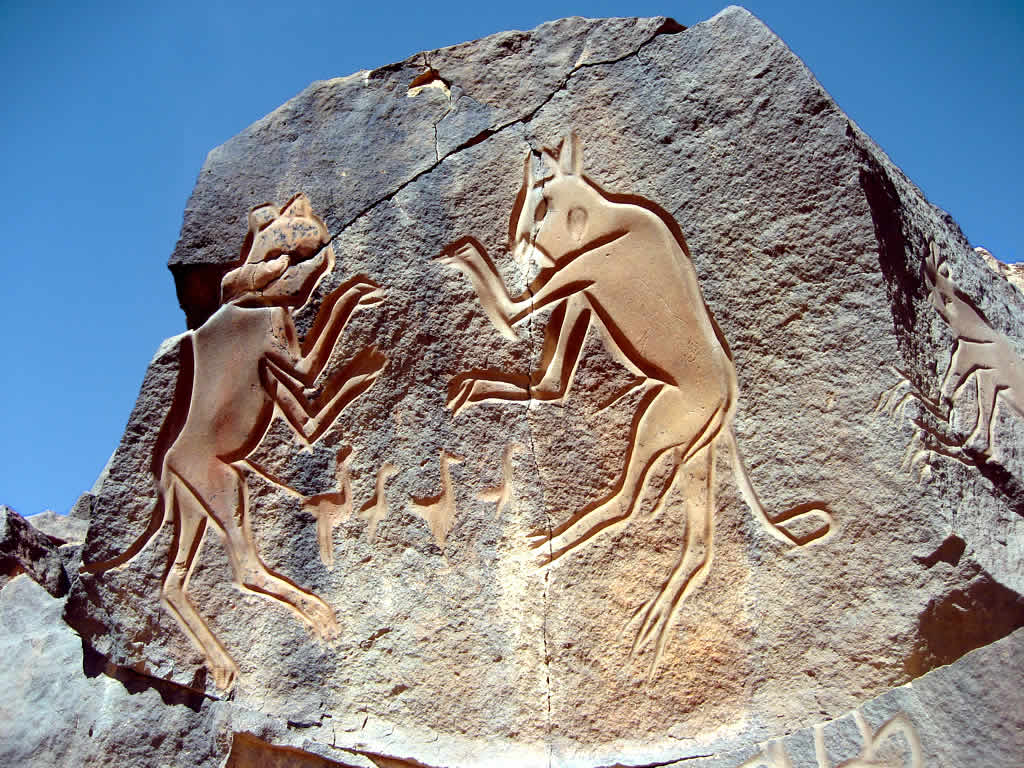
rotskunst van de Bubalusperiode, Wadi Mathendush

Tussen 35.000 en 20.000 BP vond er een migratie van moderne mensen vanuit West-Azië naar Noord-Afrika plaats. 
Vanaf 38.000 v.Chr. was de Sahara nog groen en werd in het noorden, tot aan Ahaggar, Tassili en Tibesti dichtbevolkt door mensen afkomstig uit Noord-Afrika. De oudste rotskunst van de Sahara ontstond, de buffel- of Bubalusperiode.
Tussen 18.000 en 10.000 v.Chr. beleefde de Sahara een extreem droge periode, waarin de woestijn zich uitbreidde.

## Neolithicum
Van 10.000 tot 8.000 BP verscheen de graanteelt in de vruchtbare halve maan en rond de Nijl. In het Oude Egypte ontstonden de eerste centra van primitieve beschaving. Net als in de voorgaande periode was er geen noemenswaardig verschil in beschaving en bevolking tussen Libië, de verdere Maghreb en Egypte. In Tunesië verscheen het Capsien, gekenmerkt door kleine halvemaanvormige bladen.
Omstreeks 8.500 v.Chr. veroorzaakte het plotseling optreden van moessonregens een abrupte noordwaartse verschuiving van de tropische regengordel. Verbeterde levensomstandigheden in de Sahara veroorzaakten een migratie vanuit Sub-Sahara Afrika, zoals zichtbaar op sites als Takarkori. 
Vanaf 6.000 v.Chr. verspreidde zich het pastoraal neolithicum vanuit Soedan naar het Saharagebied. Nomadische veeherders van een oostelijk Sub-Saharaans type vestigden zich in Uan Muhuggiag, in de Tadrart Acacus in het zuidwesten van Libië.
In het noorden was er de voortzetting van de beschaving van de Capsiërs (kleine groepen jagers met gepolijste stenen, semi-nomaden, speren, knuppels, assegais, pijlen, harpoenen, gebruik van oker als kleurstof, gebruik van maalstenen om de verzamelde producten te vermalen, kunst huiden naaien, botten bewerken met schrapers, weven, daarna verscheen aardewerk).

## Bronstijd
In het 3e millennium v.Chr. verspreidden proto-Berbersprekers zich over een gebied van Egypte tot Marokko. 
Ten oosten van het huidige Libië ontstond vanaf 3000 v.Chr. een geheel nieuwe beschaving: het Oude Egypte. Egyptische inscripties dateren uit het 3e millennium v.Chr. werden gevonden op wat archeologen het Abou Ballas-spoor noemen dat de Jebel Uweinat en het Gilf al-Kabir-gebied verbindt met de Ad-Dakhla-oase. Dit faraonische Egypte weefde banden door zuidelijk Libië naar Sub-Sahara Afrika.
Geleidelijk zouden Egypte en Libië hun respectieve identiteit ontwikkelen. Vanuit de Middellandse Zee werd Libië regelmatig per boot bezocht door zeevolkeren, vooral van de Egeïsche en Fenicische beschavingen. Vanaf het neolithicum woonden de meeste inwoners van Libië aan de kust, terwijl het binnenland vanaf het 2e millennium v.Chr. in een proces van woestijnvorming verkeerde en een toevluchtsoord voor verspreide groepen werd, verenigd in chiefdoms en gemeenschappen van herders.
Uit het Egyptische Oude Rijk (2700-2200 v.Chr.) zijn inscripties gevonden met de naam van een westelijke nomadische stam, de "Reboe" of "Liboe". 
Tijdens het Egyptische Middenrijk (2200 – 1700 v.Chr.) wisten de verschillende farao’s hun heerschappij op te leggen aan de Libiërs. Zij moesten belasting betalen en velen van hen dienden in het leger. 

#### Periode van het paard

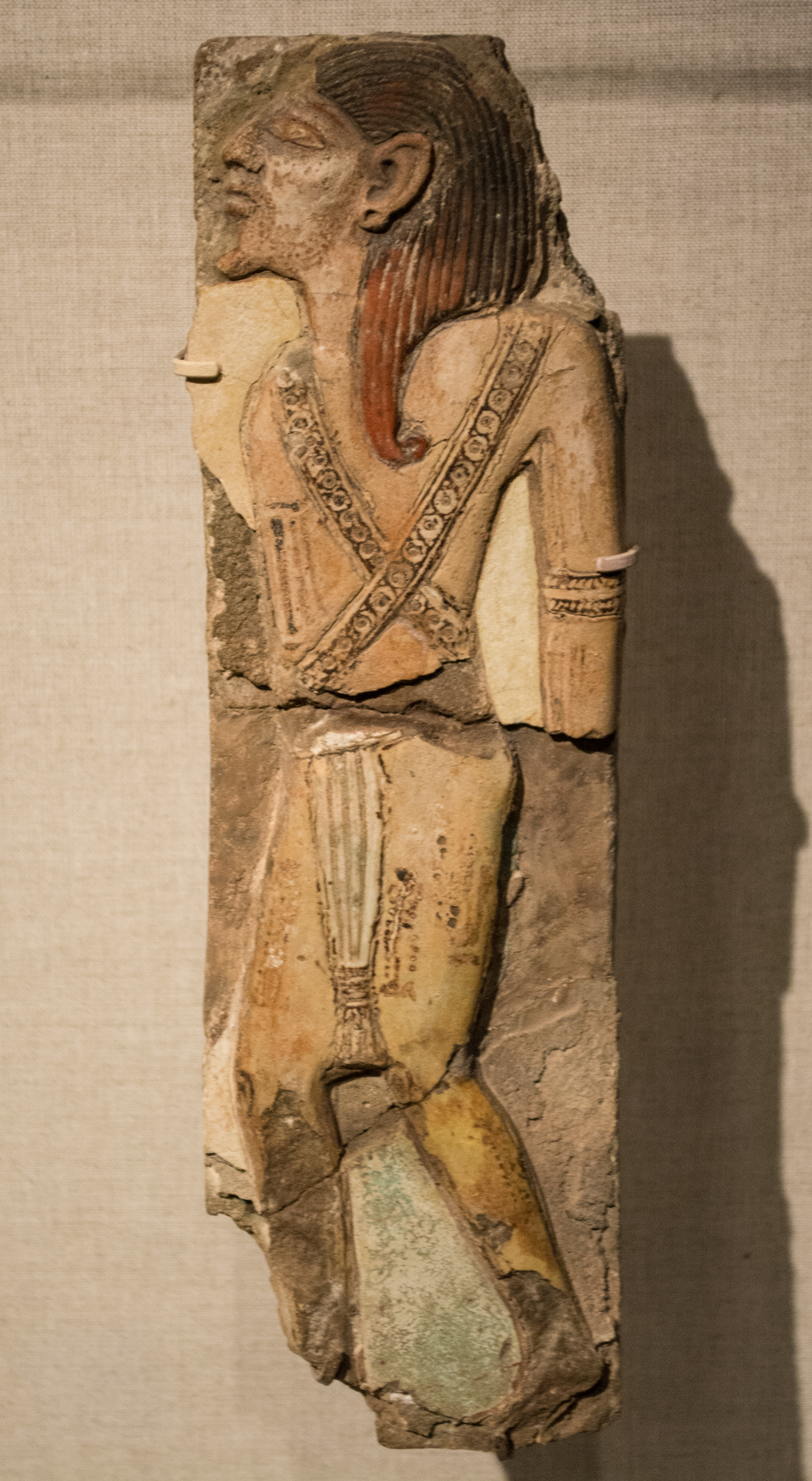
Libisch stamhoofd (Tempel van Ramses III)

Vanaf ongeveer 1500 BP begon in de Sahara-rotskunst de periode van het paard, welke zich uitstrekte tot de eerste eeuwen van de christelijke jaartelling. De afbeeldingen vallen in de tijd van de laatste relatief vochtige periode. Mensen worden schematisch afgebeeld als dubbele driehoek met staafvormig hoofd. Ze dragen wapens en, 200 jaar na de invasie van de Hyksos in Egypte, gebruiken ze ook strijdwagens. 
Deze tekeningen zijn van de door Herodotus genoemde Garamanten, een in de Fezzan wonend Berbervolk. Ze vestigden zich in ieder geval vanaf het begin van de 1e millennium v.Chr. in het binnenland van Libië en de Fezzan, met als belangrijkste steden Zinchecra en Garama. Door het fokken van paarden en het gebruik van de vierspan-strijdwagen konden ze de omringende volkeren onderwerpen. Dit zag de opkomst van kleine lokale aristocratieën die voldoende krachtig en invloedrijk waren om een alliantie te vormen met de oorlogszuchtige volkeren van de Middellandse Zee.
Rond 950 v.Chr. wist een Berberofficier de macht te grijpen in Egypte en regeerde het land onder de naam Sjosjenq I. De 22e en 23e dynastie (945 - 730 v.Chr.) staan ook bekend als de Libische dynastieën.
In het noorden gingen de botsingen met Egypte door tot de romanisering van de Maghreb (~ 5e eeuw v.Chr.). Beetje bij beetje werden de Zuid-Libische stammen teruggedrongen richting de Sahel, om twee redenen: de verwoestijning van de Sahara, die al begon in het 2e millennium v.Chr., en het in stand houden van een cavalerie die gevoelig was voor temperatuurschommelingen en epizoötieën. Aan de kusten en op de bergen van de Libische keten werden schapen en geiten gehouden. De Libische Woestijn werd doorkruist door herders.